# 江南造船
31°21′15″N 121°44′15″E / 31.354114°N 121.737414°E
江南造船（集团）有限责任公司是中国船舶工业集团所属的大型造船企业，可追溯到成立于1865年的江南机器制造总局，后更名为江南船坞、江南造船所、江南造船厂，直至现今的名称。中国的第一炉钢铁、第一门钢炮、第一艘铁甲兵轮、第一台万吨水压机、第一艘潜艇、第一艘护卫舰、第一艘自行设计的远洋货轮、第一艘海洋考察通信船、第一艘石油液化气船、第一艘跨海火车渡轮等都是出自该厂。

## 历史

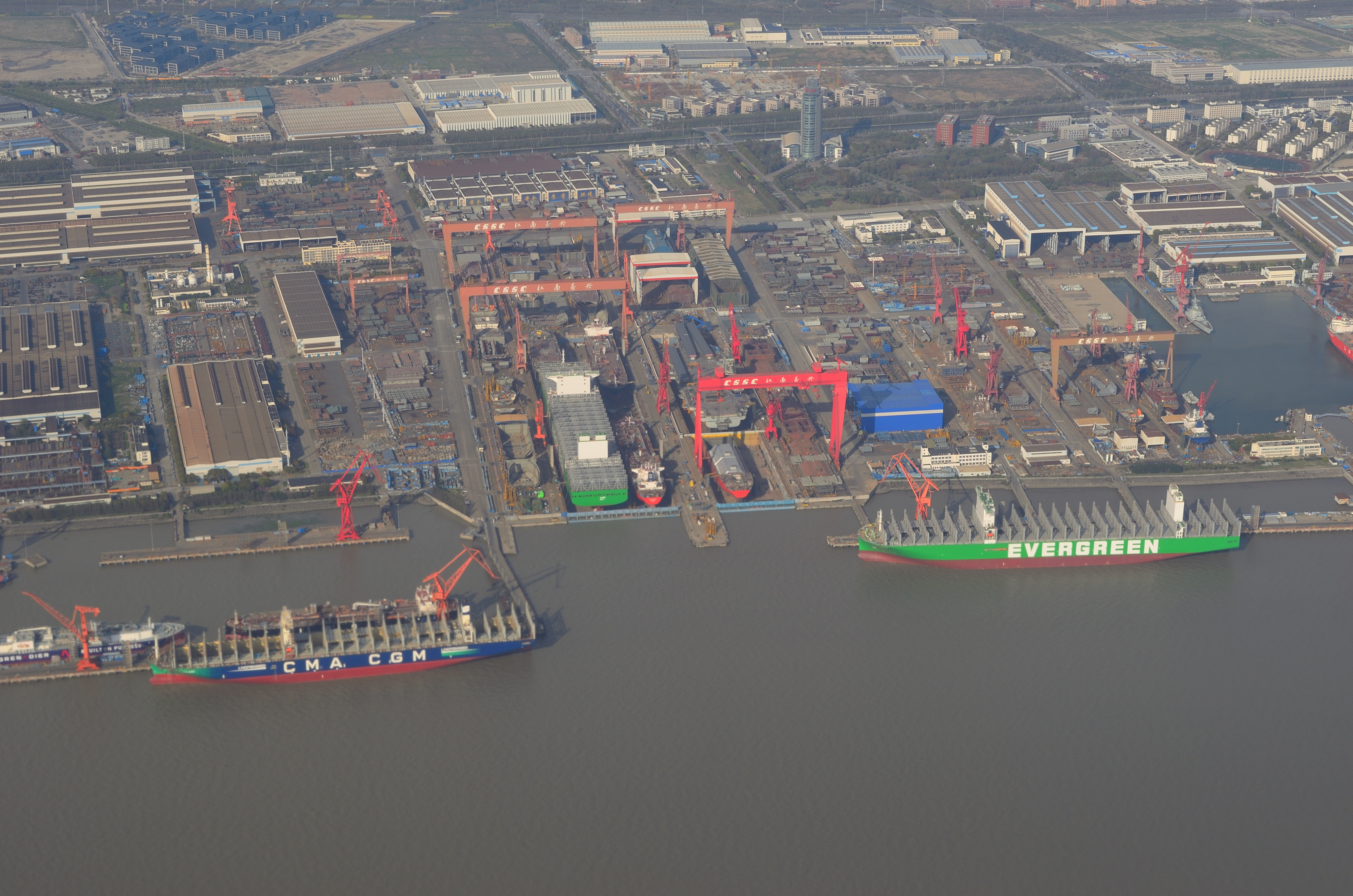
長興島江南造船廠航拍

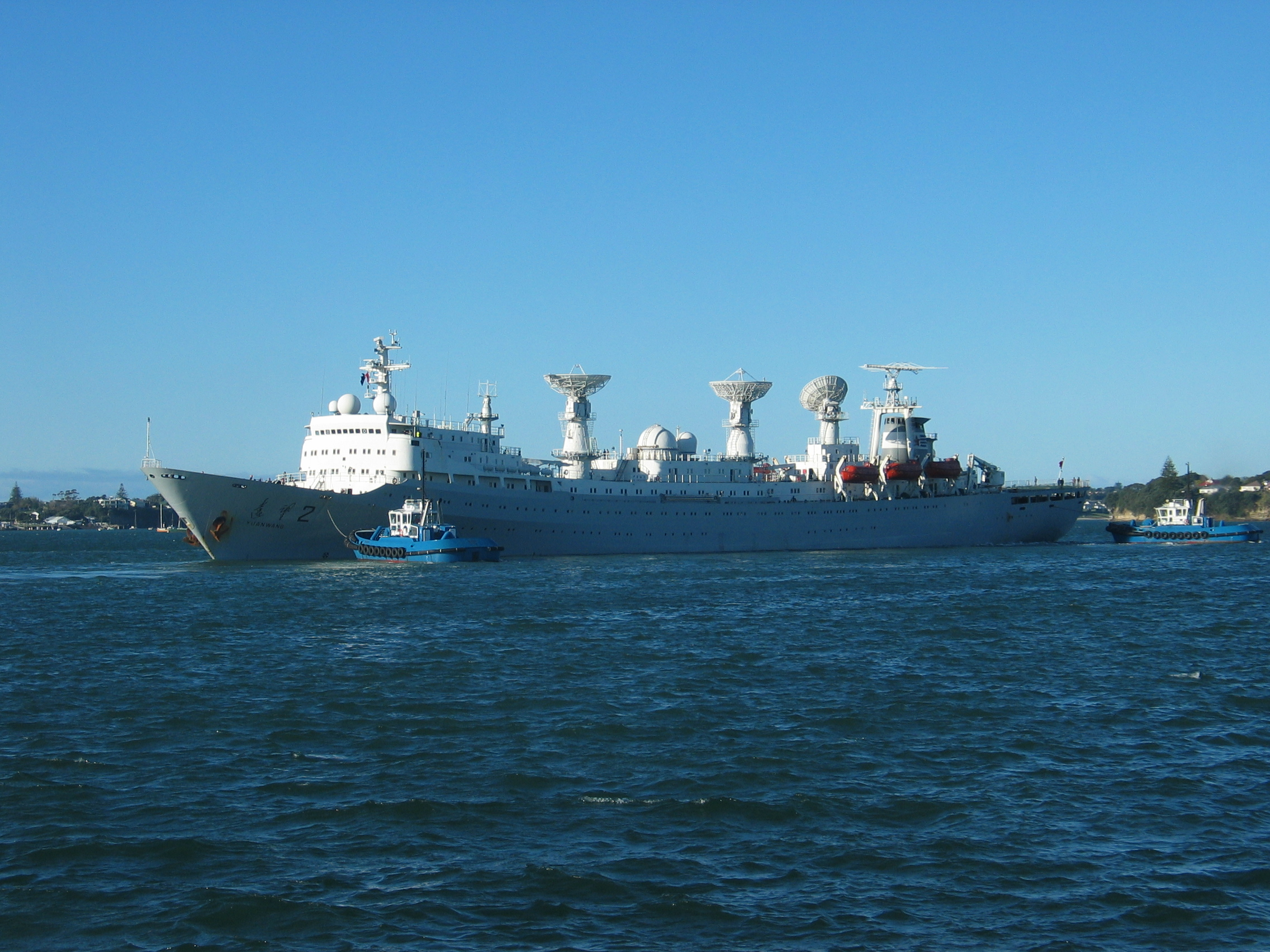
1977年10月建成下水的遠望二號停泊在新西蘭奧克蘭港，2005年10月

1905年3月，江南机器制造总局將造船业务獨立出來，並起名江南船塢。1905年至1911年年间，江南船坞造船136艘。
1921年，北洋政府把江南船坞划归海军部管辖，並且名稱改為江南造船所。1920-1921年，江南造船所完成美国委托建造的四艘排水量14,750吨的运输舰，將之交付給訂製的美国海运委员会。
1950年代，它改名为江南造船厂，1998年改组为公司。
2008年6月，由於所在地塊被征收作為2010年上海世博會的舉辦地，江南造船集团整体搬迁至长兴岛的中船长兴岛船舶制造基地，同时拆分出上海江南造船厂直接隶属于中船集团，成为一家主营民用工程船舶的公司。中國新一代003型航空母舰CV18和CV19正在江南造船建造中。

## 设施
2008年，江南造船總部搬入长兴岛，占地面积约183.4万平方米，建筑面积46.8万平方米，拥有岸线1364米。主要设施包括：
- 室内船台4座
- 400米×30米室外船台1座
- 240米×40米下水船坞1座
- 港池1座
- 450吨门式起重机1台
- 542米的舾装码头泊位2个

远期规划为：
- 占地面积580万平方米
- 岸线长度3,800米
- 四座大型船坞
- 17座舾装码头
- 民用船舶年造船能力450万吨

而在功能分佈方面，一及二號船塢（1、2號線）主要用於生產民用大型船舶；而在廠房東部的三號船塢（3號線），早年曾為軍、民合用船台，後來於2010年代中起指定用作生產導彈驅逐艦。
2016年起，3號線以東的農田改建成江南造船的第四個船塢，以興建003型航空母艦，當中船台於2019年啟用並開始進行航母分段建造工序，而港池挖掘及疏浚工程亦在2019年尾完成。

## 下属企业
- 中船江南重工股份有限公司
- 上海江南船舶管业有限公司
- 上海江南造船厂房地产开发经营公司
- 江南教育培训中心
- 江南职业医院

## 图库

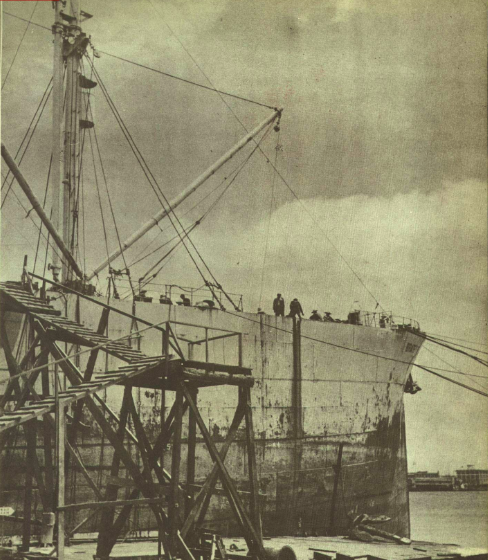
1952年上海船舶制造厂
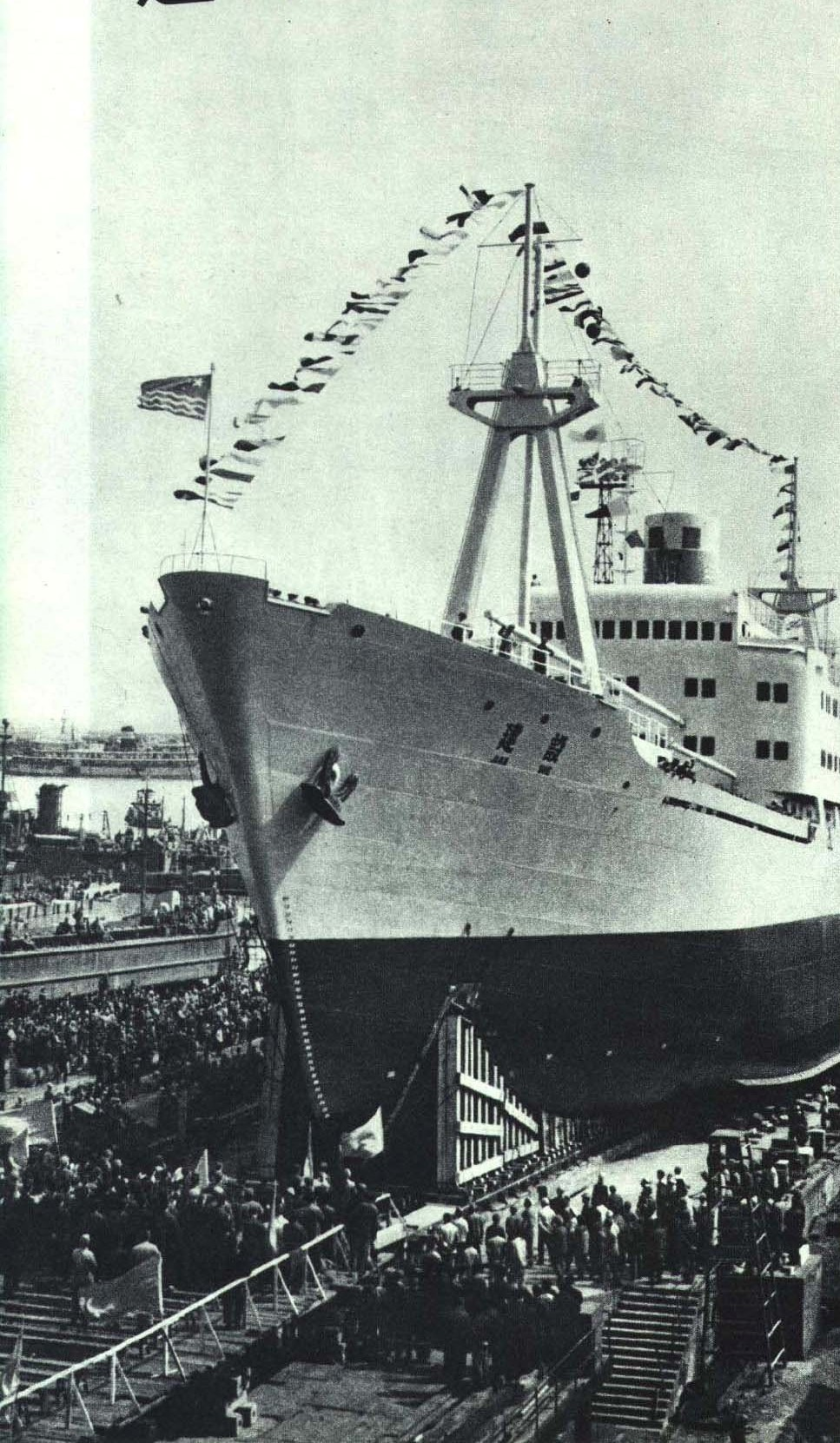
1964年 上海江南造船厂 建设号远洋轮船
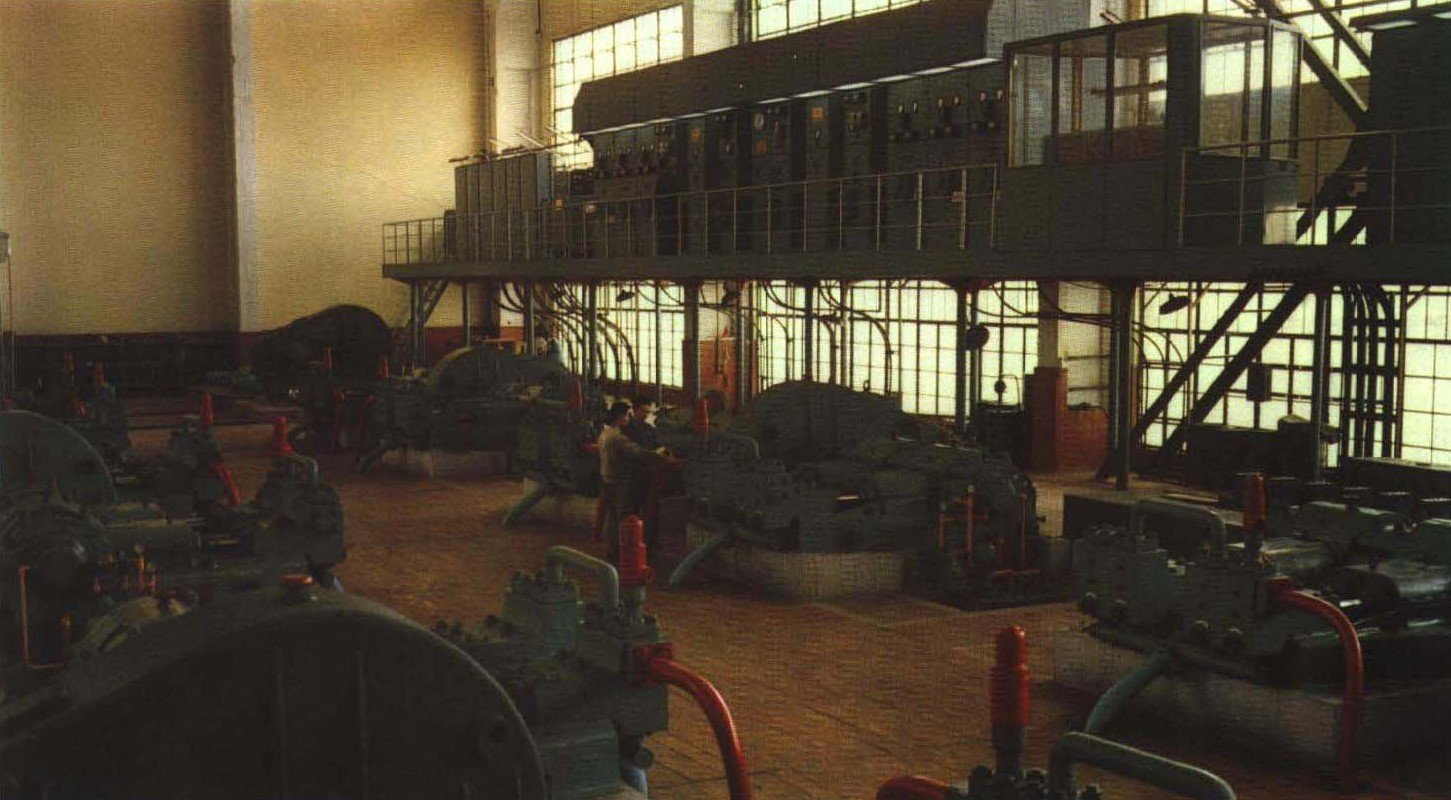
1965年 万吨高压水泵房 江南造船厂
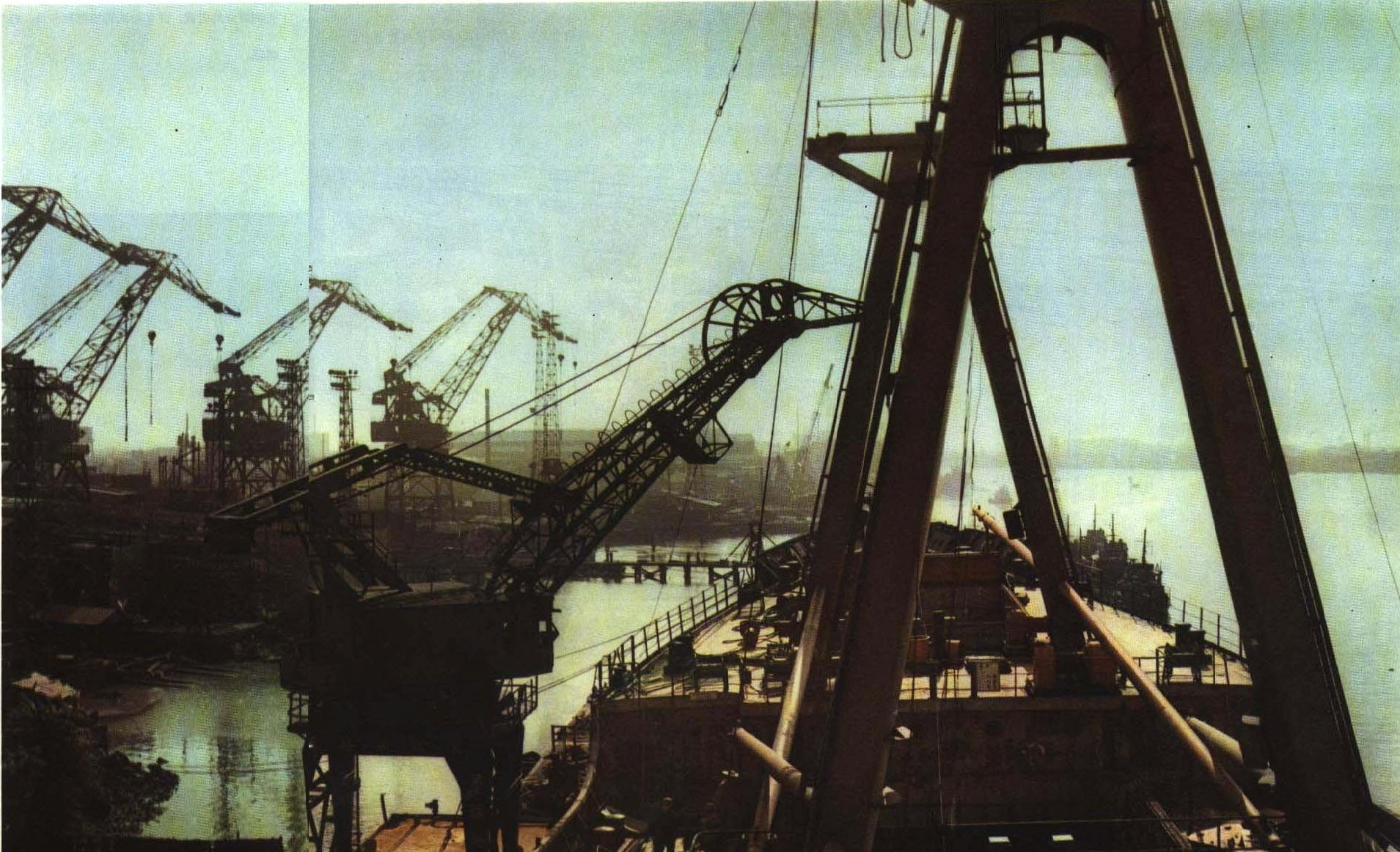
1965年江南造船厂
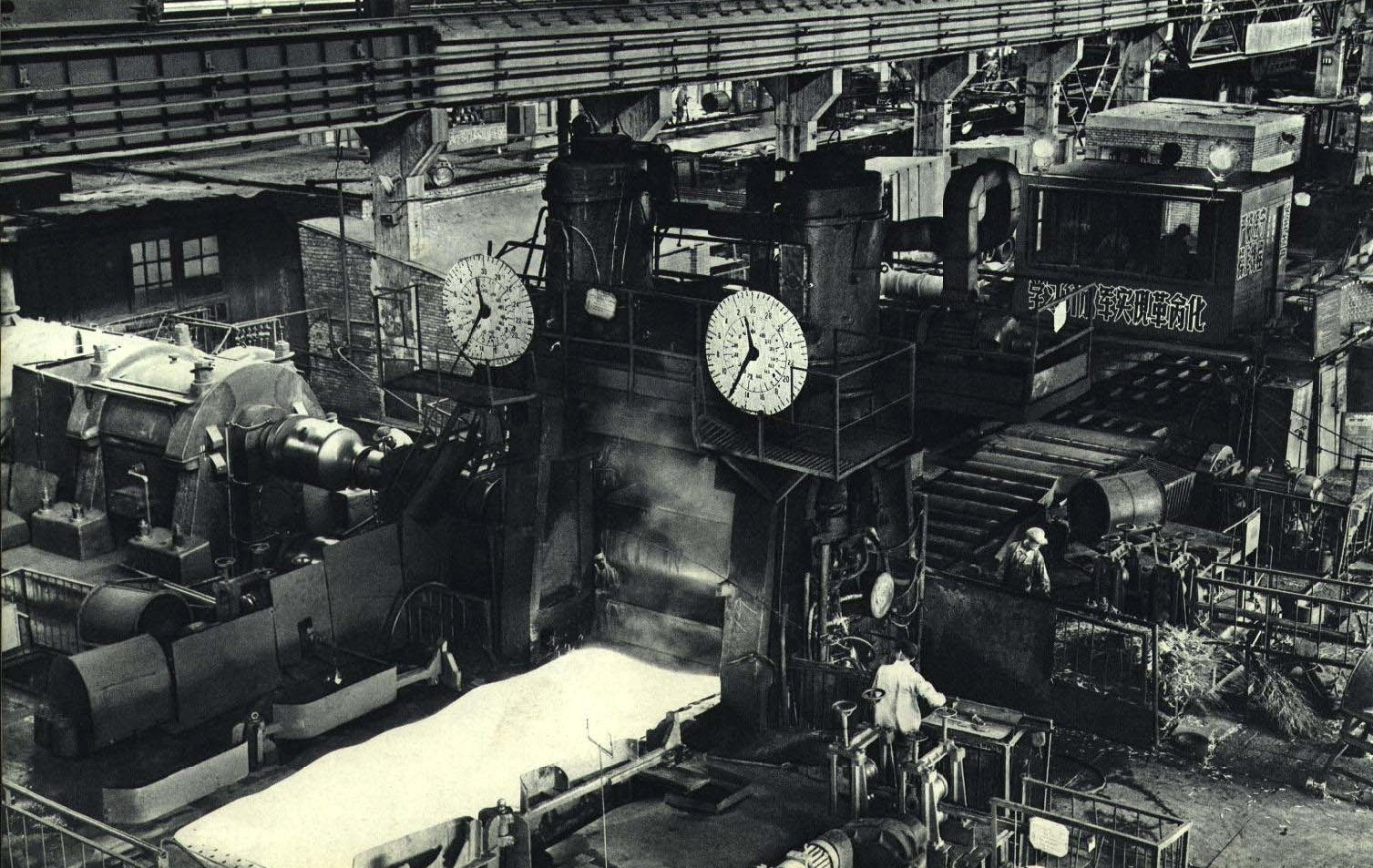
1965年江南造船厂
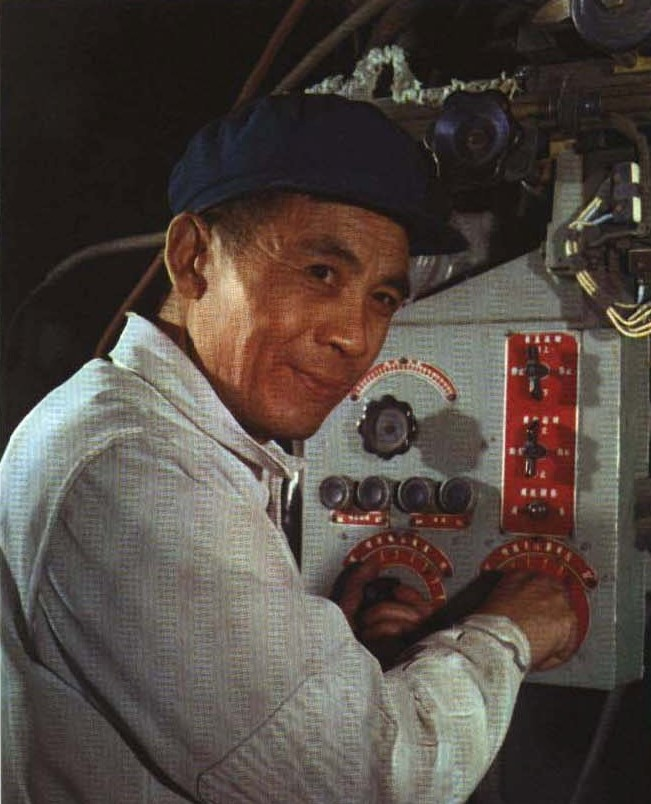
1965年江南造船厂唐应斌
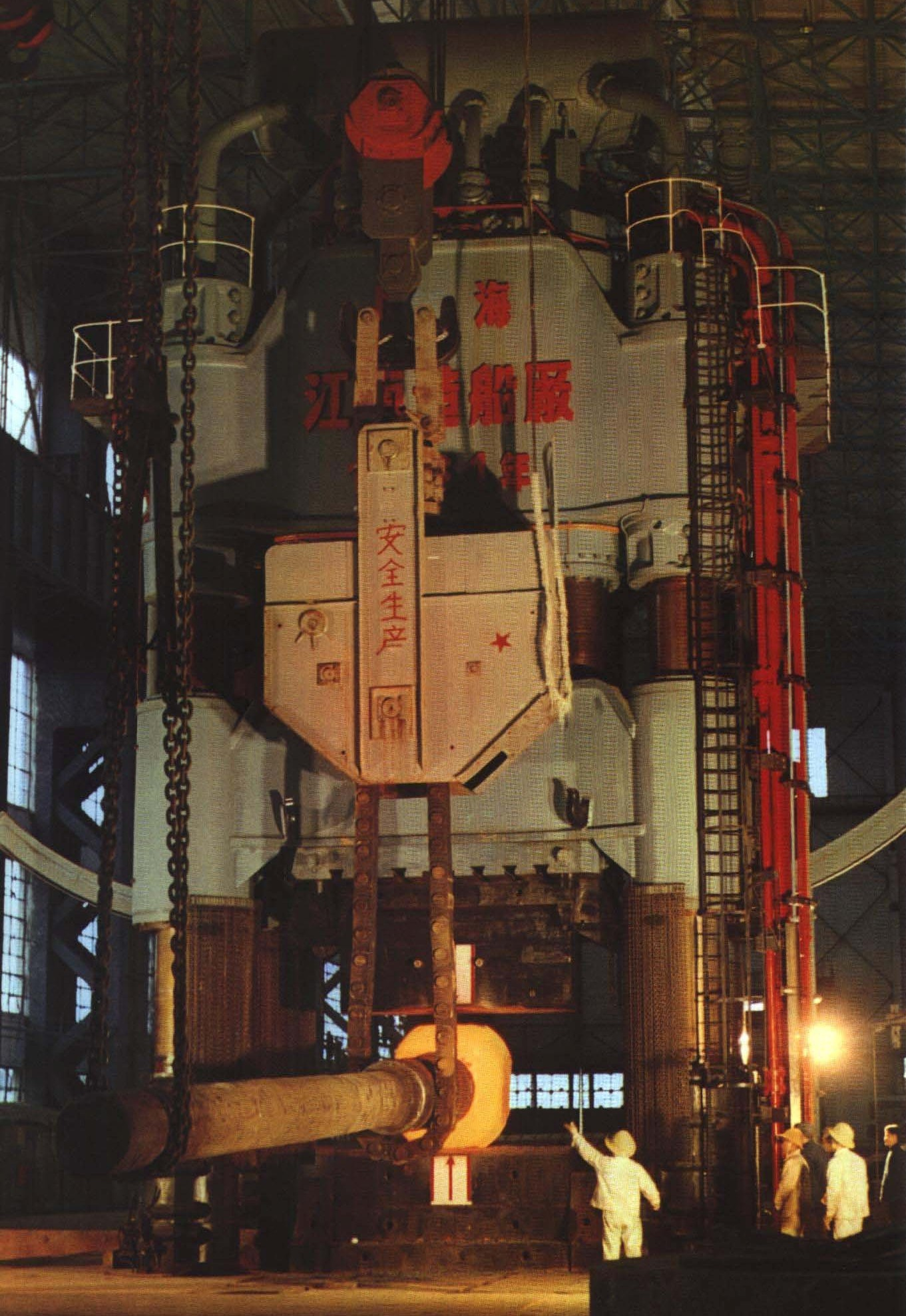
1965年 江南造船厂 自由锻造水压机
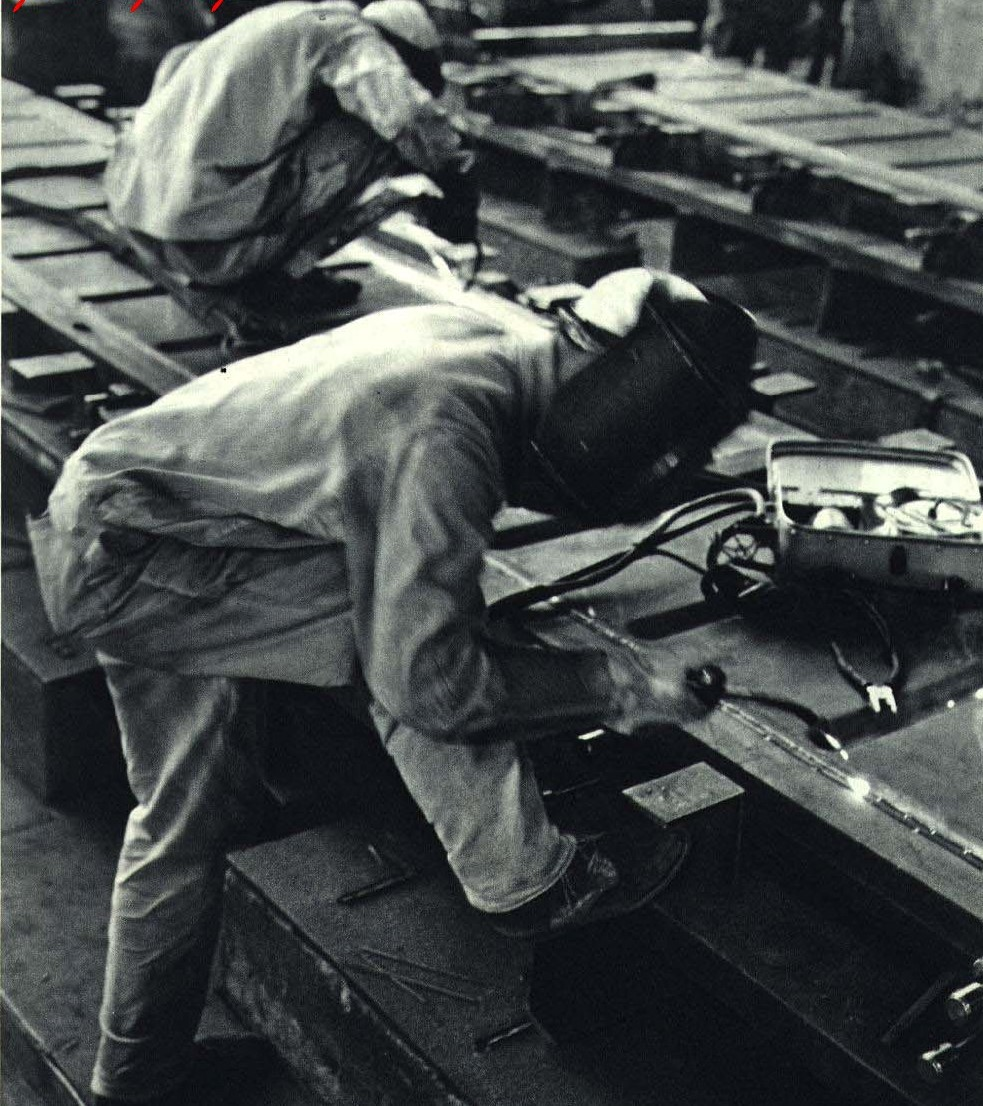
1965年江南造船厂焊接
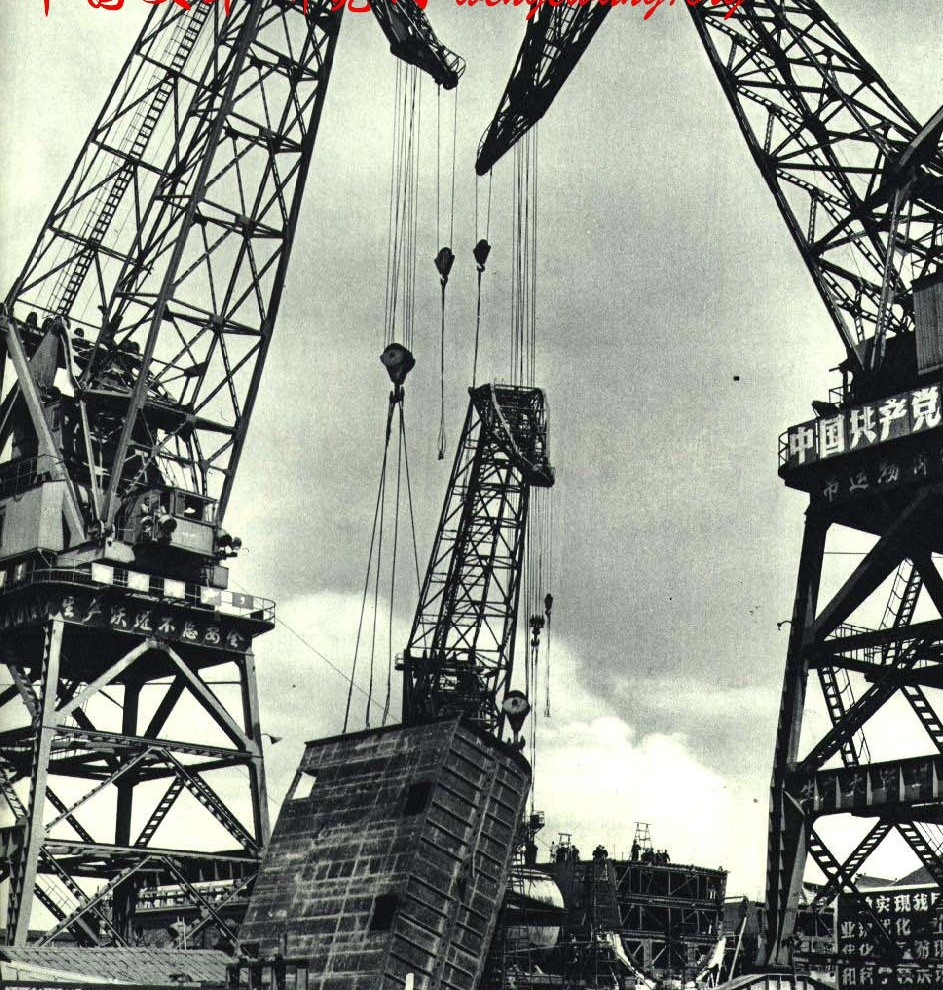
1965年江南造船厂用分段装配法
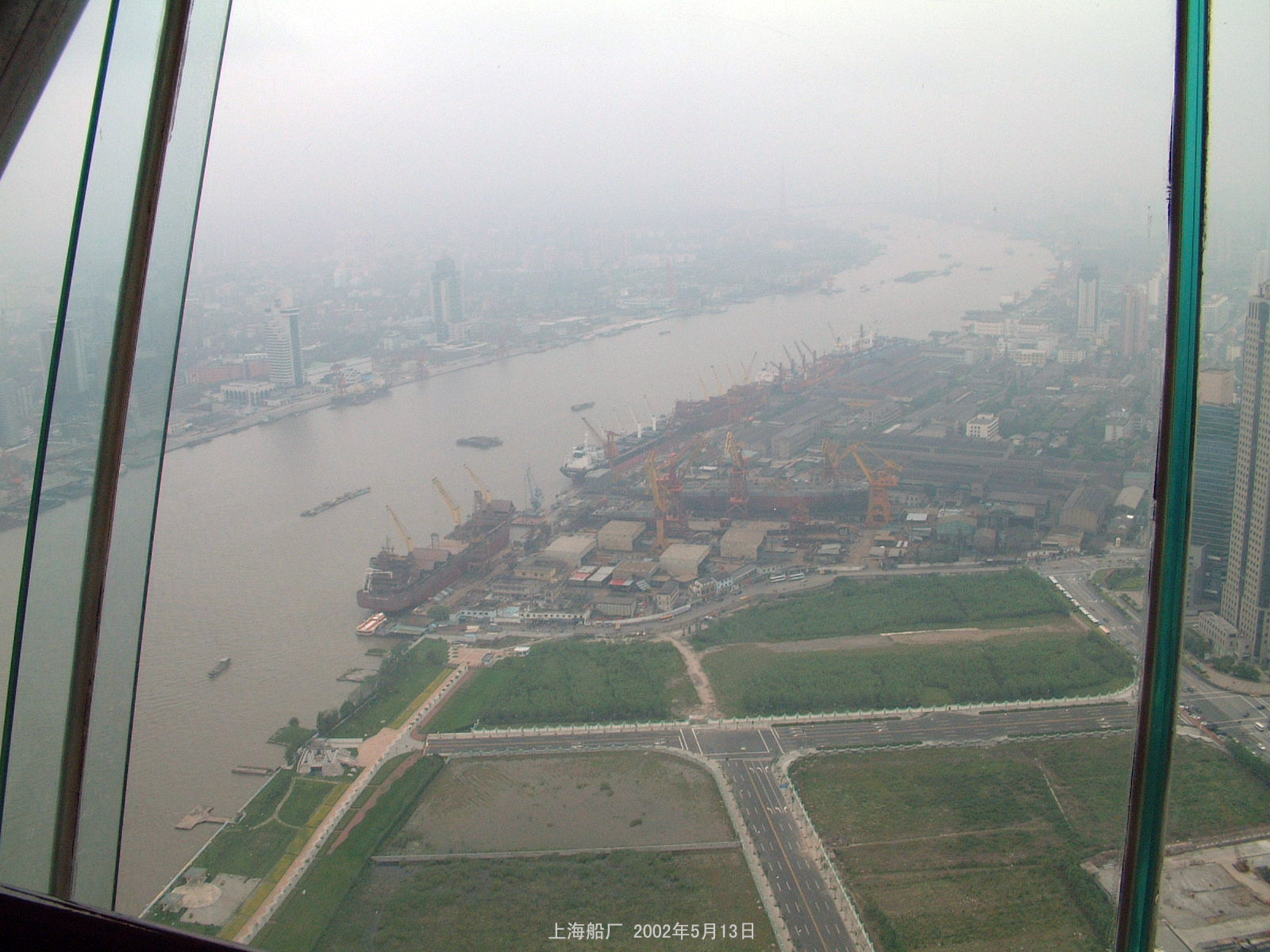
2002年从东方明珠上看浦东上海船厂

## 外部連結
- 江南造船集团官方网站 （页面存档备份，存于）
- 企业历史 （页面存档备份，存于）